# Питер (песня)
«Пи́тер» — песня российской певицы Мари Краймбрери, выпущенная 8 октября 2021 года на лейбле Velvet Music.

## О песне
Иногда, сказать «я тебя не люблю» сложнее, чем это услышать. Теперь ты можешь выбросить песни мои, но я не исправлю ни слова.Мари Краймбрери
Российское интернет-издание InterMedia назвало песню «Питер» полуакустической, в которой Краймбрери поёт о несчастной любви, переживает разрыв отношений под дождливым небом Санкт-Петербурга.

## Критика
Вадим Пономарёв, более известный как Гуру Кен, — российский музыкальный критик. Кен считает, что Краймбрери чересчур «фонтанирует» синглами, и, предполагает, что скорее всего в будущем стоит ожидать полноценный альбом. Однако, критик отметил, что песни пошли на количество, а не качество. «С точки зрения музыкальности тут почти нуль. Какая-то хаотичная гитара, непритязательный бит, вообще нет хуков. Кажется, у Краймбрери полностью потерялся контроль качества. Просто проходная, хотя и искренняя песня», — пишет критик.

## Чарты
| Чарт (2021)     | Высшая позиция |
| --------------- | -------------- |
| «Яндекс.Музыка» | 1              |

## История релиза
| Регион | Дата           | Формат                                  | Лейбл        |
| ------ | -------------- | --------------------------------------- | ------------ |
| Мир    | 8 октября 2021 | Радиоротация цифровые загрузки стриминг | Velvet Music |